# Strawberry Hill Press

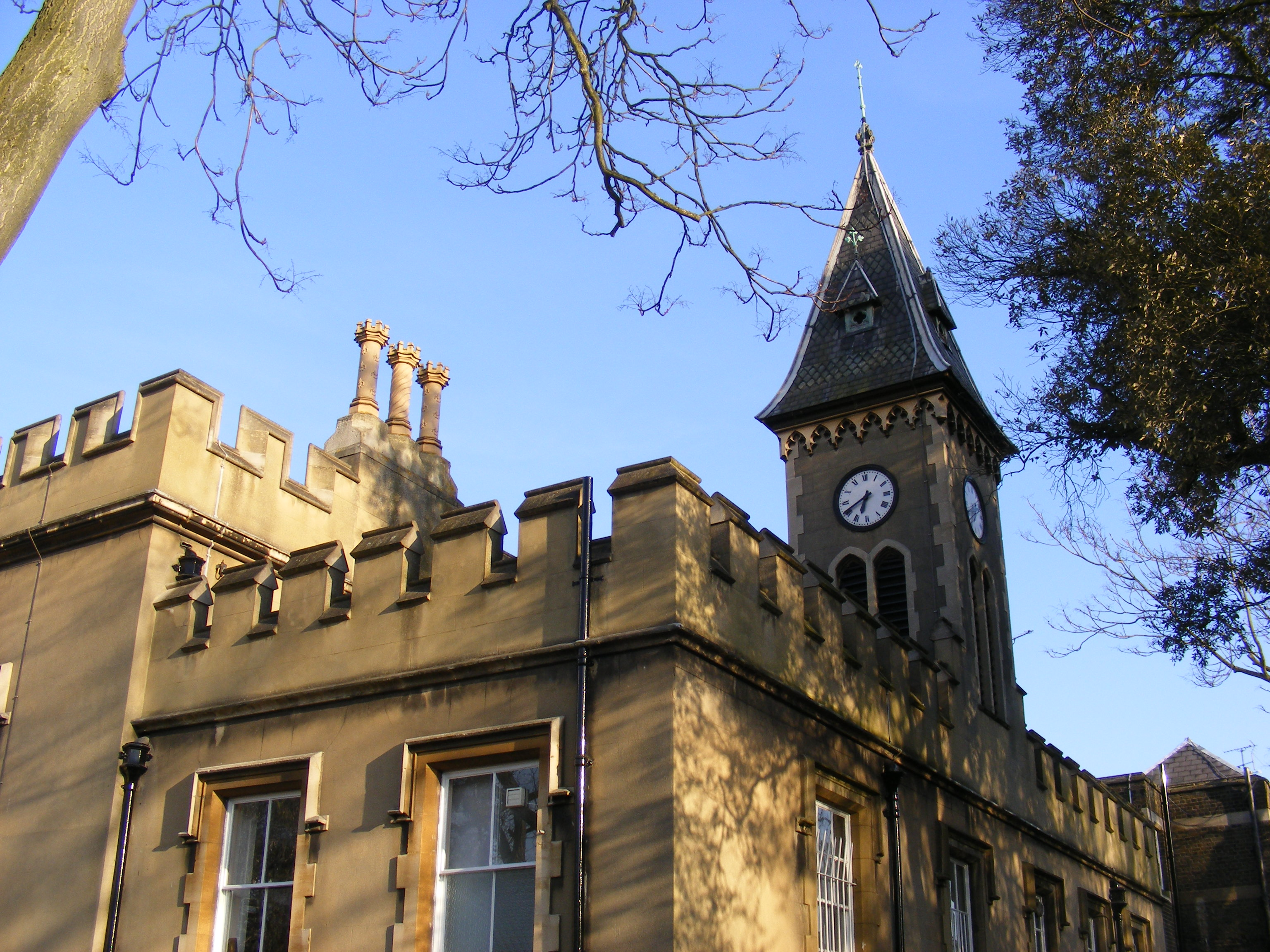
Le manoir de Strawberry Hill

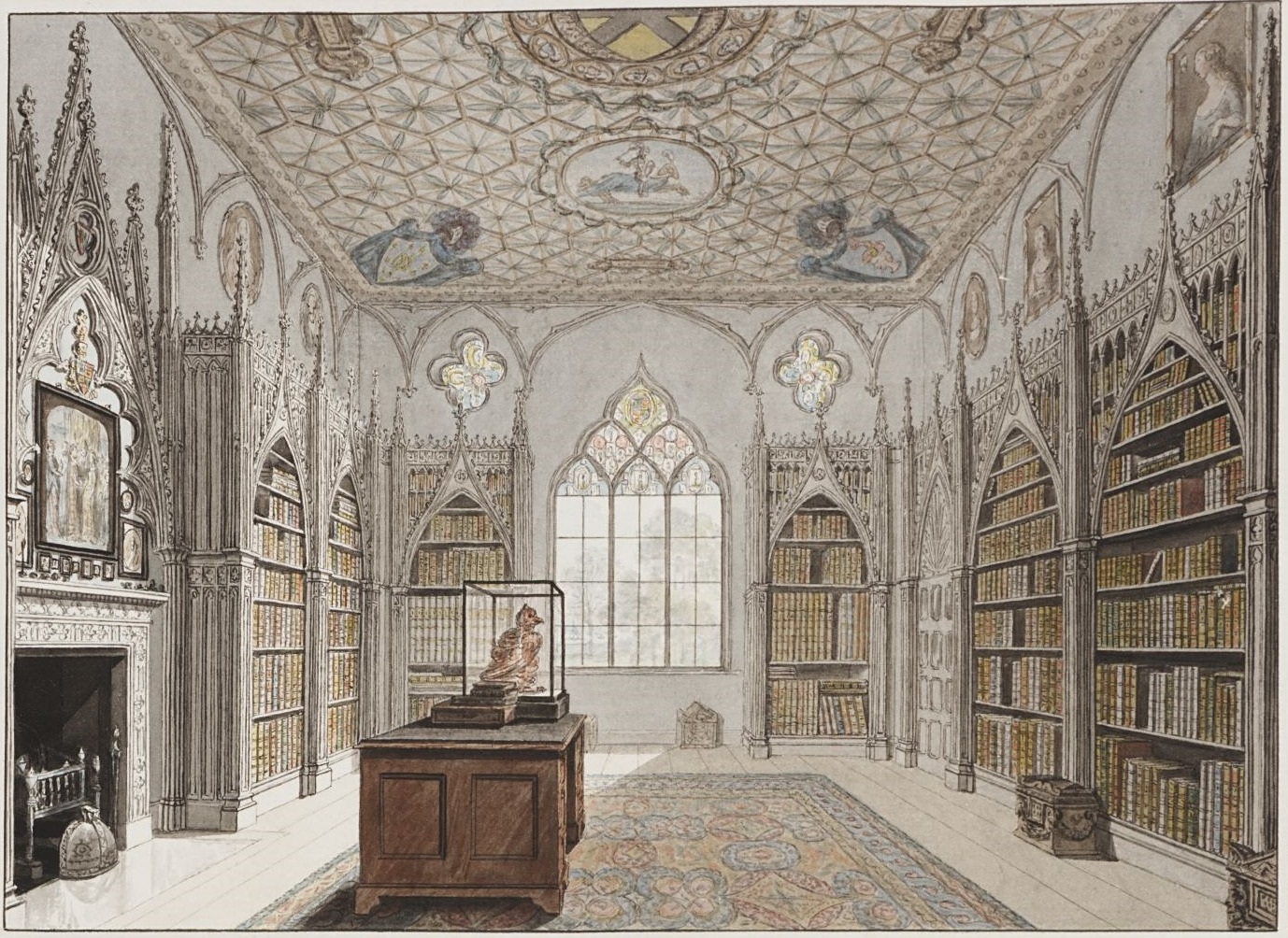
La bibliothèque de Strawberry Hill, gravure.

Strawberry Hill Press est une imprimerie et maison d’édition fondée le 25 juin 1757 par l’écrivain anglais Horace Walpole, dans sa maison de Strawberry Hill, près de Twickenham, à l’ouest de Londres.
Strawberry Hill Press est un des premiers exemples de ce qu’on nommera plus tard private press en Angleterre, notamment à la fin du XIXe siècle et au début du XXe : petite structure intégrant une imprimerie, afin de produire des livres avec un objectif de qualité plus que de rentabilité commerciale.
Horace Walpole appelle sa maison d’édition Officina Arbuteana, ou Elzevirium. Y travaillent seulement un imprimeur, qui changera souvent, et un « garçon » comme assistant.
Walpole publie la plupart de ses premières éditions à Strawberry Hill. Il commence à imprimer ses vers, qu’il offre à ses visiteurs. Les deux premiers ouvrages publiés, en août 1757, sont deux odes inédites de Thomas Gray, ami de Walpole : The Progress of Poesy et The Bard. Il publie en 1753 les dessins de Richard Bentley illustrant les poésies de Gray.
Fier de son manoir de Strawberry Hill, qu’il a fait construire entièrement dans un style gothique, il l’ouvre à la visite du public et publie des guides pour la visite.
Parmi les ouvrages édités, figurent Journey into England de Paul Hentzner, Mémoires de Grammont, The Life of Lord Herbert of Cherbury, etc.

## Sources
- NY Times, 11 juillet 1903